# Acarospora pyrenopsoides
Acarospora pyrenopsoides är en lavart som beskrevs av Hugo Magnusson. Acarospora pyrenopsoides ingår i släktet Acarospora och familjen Acarosporaceae.   Inga underarter finns listade i Catalogue of Life.